# Spongilla helvetica
Spongilla helvetica är en svampdjursart som beskrevs av Annandale 1909. Spongilla helvetica ingår i släktet Spongilla och familjen Spongillidae.
Artens utbredningsområde är Schweiz. Inga underarter finns listade i Catalogue of Life.